# Rahman Ahmadi
Rahman Ahmadi (en persa: رحمان احمدی; Nowshahr, Irán, 30 de julio de 1980) es un exjugador y actual entrenador de fútbol iraní. En su etapa como jugador profesional se desempeñaba como guardameta. Actualmente trabaja como entrenador de porteros del Mes Rafsanjan.

## Selección nacional
Fue internacional con la selección iraní en 11 ocasiones.

### Participaciones en Copas del Mundo
| Mundial                        | Sede   | Resultado      | Partidos | Goles |
| ------------------------------ | ------ | -------------- | -------- | ----- |
| Copa Mundial de Fútbol de 2014 | Brasil | Fase de grupos | 0        | 0     |

## Clubes

### Como jugador
| Club         | País | Año       |
| ------------ | ---- | --------- |
| Shamoushak   | Irán | 2000-2004 |
| Saipa        | Irán | 2004-2008 |
| Sepahan      | Irán | 2008-2010 |
| Persépolis   | Irán | 2010-2011 |
| Sepahan      | Irán | 2011-2012 |
| Saipa        | Irán | 2012-2013 |
| Sepahan      | Irán | 2013-2016 |
| Paykan       | Irán | 2016-2018 |
| Pars Jonoubi | Irán | 2018-2019 |

### Como entrenador de porteros
| Club             | País | Año       |
| ---------------- | ---- | --------- |
| Sepahan          | Irán | 2020-2022 |
| Shahrdari Astara | Irán | 2023      |
| Mes Rafsanjan    | Irán | 2024-     |

## Palmarés

### Campeonatos nacionales
| Título          | Club       | País | Año  |
| --------------- | ---------- | ---- | ---- |
| Liga Azadegan   | Shamoushak | Irán | 2003 |
| Iran Pro League | Saipa      | Irán | 2007 |
| Iran Pro League | Sepahan    | Irán | 2010 |
| Copa Hazfi      | Persépolis | Irán | 2011 |
| Iran Pro League | Sepahan    | Irán | 2012 |
| Iran Pro League | Sepahan    | Irán | 2015 |

### Copas internacionales
| Título                | Selección | Sede           | Año  |
| --------------------- | --------- | -------------- | ---- |
| Campeonato de la WAFF | Irán      | Teherán (Irán) | 2008 |

### Distinciones individuales
| Distinción                                     | Año  |
| ---------------------------------------------- | ---- |
| Mejor portero del año de la Iran Pro League    | 2012 |
| Parte del equipo del año de la Iran Pro League | 2012 |